# マッド・ディセント
マッド・ディセント（Mad Decent）は、アメリカ合衆国カルフォルニア州ロサンゼルスのインディペンデント・レコードレーベル。音楽プロデューサーでDJのディプロが主宰しており、ダブステップ、トラップ、エレクトロ・ハウス、ダンスホールレゲエ、バイレファンキ、クドゥーロ、ムーンバートン等、多岐に渡るジャンルの音楽をリリースしている。また毎年レーベルメイトでアメリカ各州をまわる「Mad Decent Block Party」というツアーを行っている。

## 概要

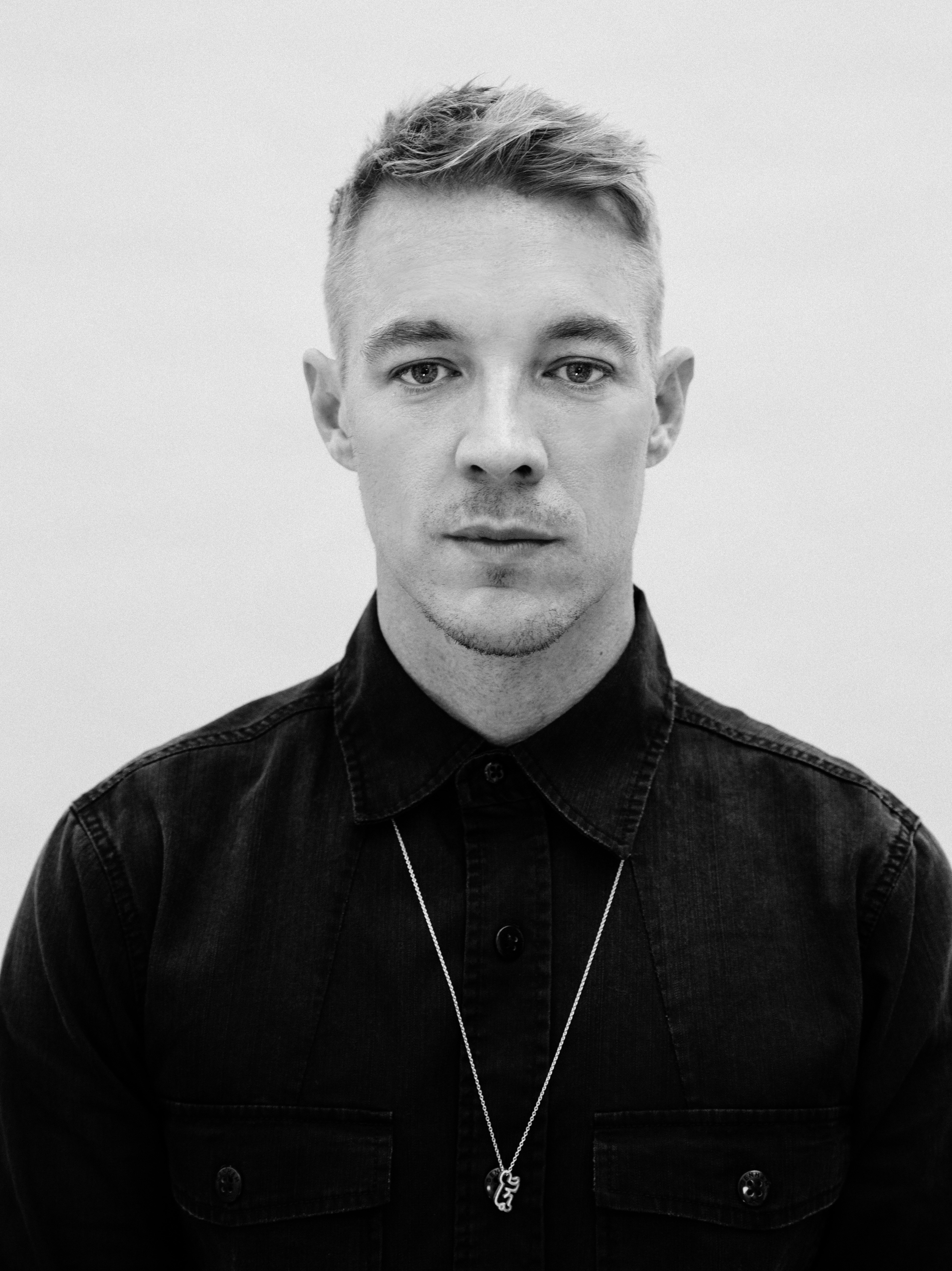
レーベル主宰者のDiplo

マッド・ディセントは2006年にディプロ（Diplo）によって設立され、2010年にはフィラデルフィアからロサンゼルスに移転した。2012年から2013年にかけて、バウアー（Baauer）のシングル「ハーレムシェイク」がYouTubeでバイラルヒットしたことで、レーベルの注目度が高まった。

## 主なアーティスト
過去のアーティストを含む
- Anna Lunoe
- Ape Drums
- Baauer
- Bad Royale
- Big Gigantic
- Blaqstarr
- Blond:ish

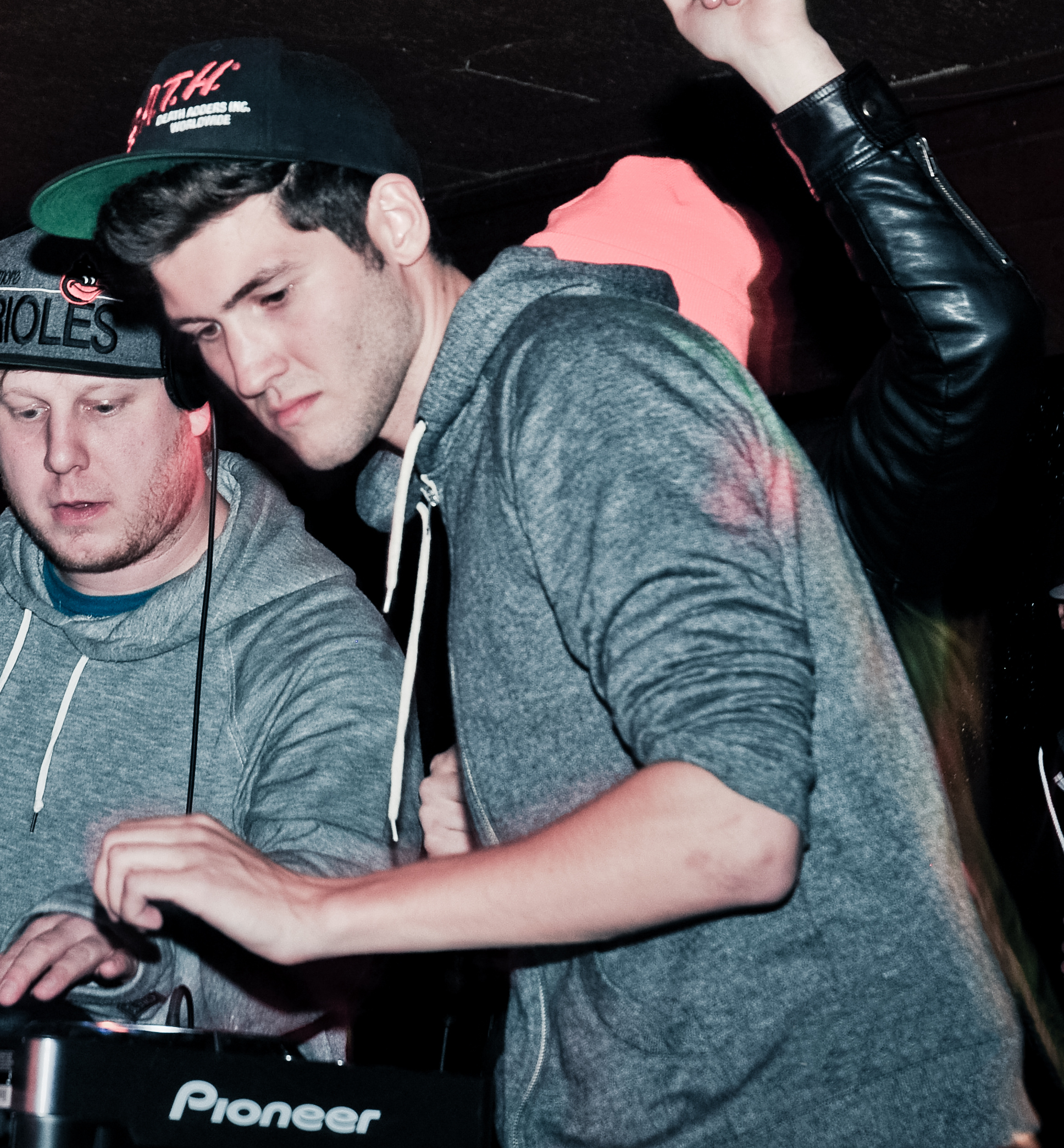
Baauer

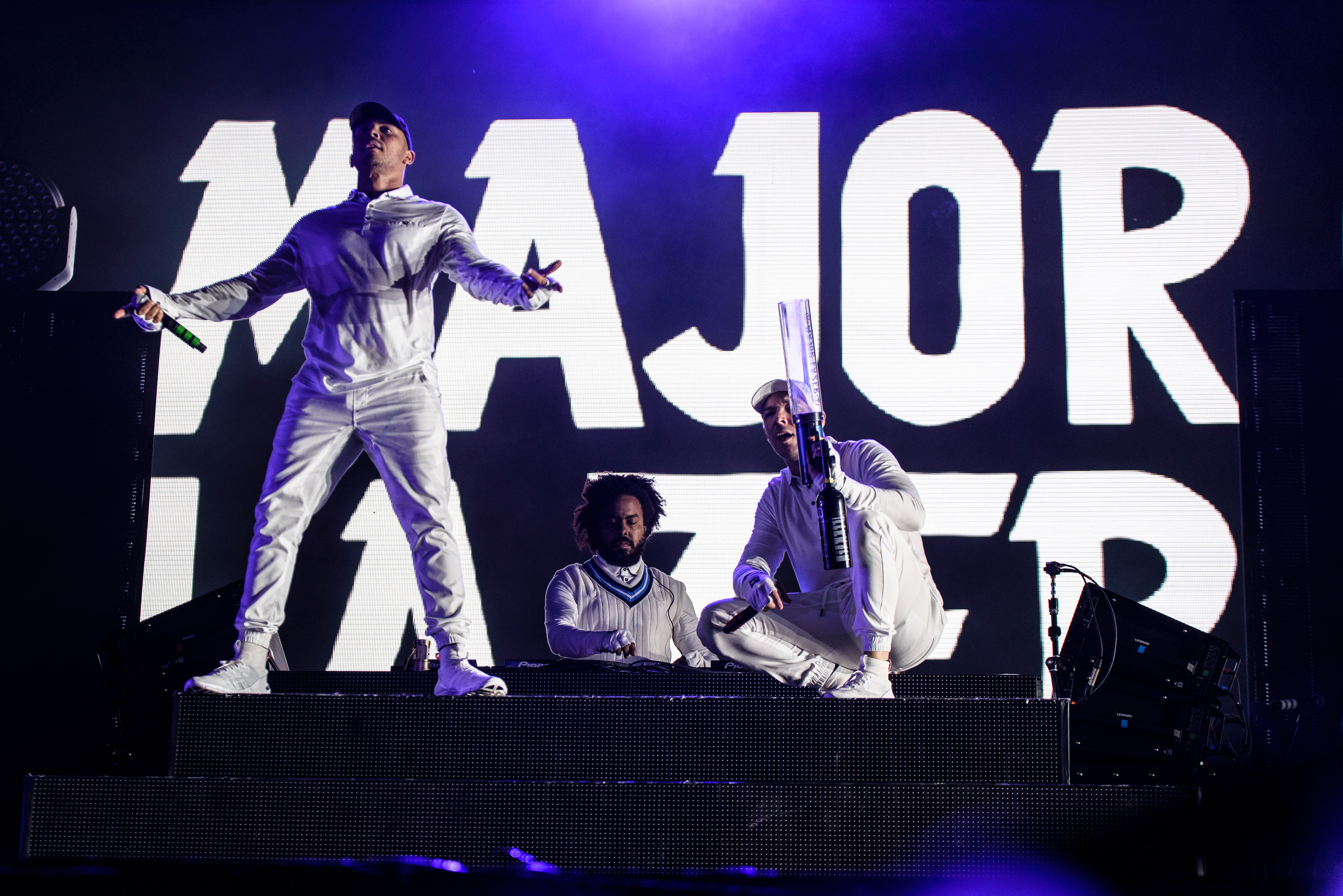
Major Lazer

- Bonde Do Rolê - ボンヂ・ド・ホレ
- Boombox Cartel
- Buraka Som Sistema - ブラカ・ソム・システマ
- Calypso Rose
- Carmada
- Cesqeaux
- Crookers
- Dillon Francis - ディロン・フランシス
- Diplo - ディプロ
- Dylan Brady
- FKi 1st
- Foodman - 食品まつり
- Full Crate
- Gammer
- Jack Ü
- Major Lazer - メジャー・レイザー
- MHD
- Party Favor
- The Partysquad
- Poppy - ポピー
- Rusko
- Sean Paul
- Sherman's Showcase
- Sleepy Tom
- Slumberjack
- Slushii
- Valentino Khan
- Wax Motif
- What So Not
- Zebra Katz
- Zeds Dead